# リナロール-8-モノオキシゲナーゼ
リナロール-8-モノオキシゲナーゼ(linalool 8-monooxygenase)は、次の化学反応を触媒する酸化還元酵素である。
3,7-ジメチルオクタ-1,6-ジエン-3-オール + 還元型受容体 + O2 {\displaystyle \rightleftharpoons } (E)-3,7-ジメチルオクタ-1,6-ジエン-3,8-ジオール + 受容体 + H2O
この酵素の基質は3,7-ジメチルオクタ-1,6-ジエン-3-オール、還元型受容体とO2で、生成物は(E)-3,7-ジメチルオクタ-1,6-ジエン-3,8-ジオール、受容体とH2Oである。補因子としてヘムを用いる。
この酵素は酸化還元酵素に属し、基質に特異的に作用する。酸素は酸化剤として還元されると同時に基質に取り込まれる。組織名は3,7-dimethylocta-1,6-dien-3-ol,hydrogen-donor:oxygen oxidoreductase (8-hydroxylating)である。